# Кабобланко
«Кабобланко» (англ. Caboblanco) — американская драма режиссёра Джея Ли Томпсона с Чарлзом Бронсоном, Джейсоном Робардсом и Доминик Санда в главных ролях. Этот фильм часто описывают как ремейк «Касабланки».

## Сюжет
Гифф Хойт (Бронсон) — владелец кафе в Кабобланко, Перу, после Второй мировой войны оказывается зажатым между ищущими убежища нацистами и их противниками. После убийства в море исследователя затонувших кораблей, представленного коррумпированной местной полицией как несчастный случай, Гифф становится подозрительным. Шеф полиции (Рей) также запугивает новоприбывшую Мари (Санда) и Гифф вмешивается, чтобы помочь ей. Гифф подозревает Бекдорфа (Робардс) нацистского беглеца, живущего в том же регионе. Как выясняется, Бекдорф ищет способ выявить затонувшие сокровища.

## Критика
Фильм был плохо принят критиками и описывался как «ужасающая переделка» фильма «Касабланка» и «неописуемо неумелый» фильм компании «Time Out». Справочник по фильмам Халливелла описывает это как «пародию на Касабланка, которая смотрится как готовый наполовину негатив».